# Jerrel Wijks
Jerrel Wijks (15 maart 1998) is een Surinaams voetballer die speelt als middenvelder.

## Carrière
Wijks speelde ene seizoen bij Inter Moengotapoe en maakte dan de overstap naar het Jamaicaanse Portmore United FC. Bij hen speelde hij een deel van het seizoen en won onder andere de landstitel. Hij keerde tijdens de covidperiode terug naar Suriname en ging opnieuw spelen voor Inter Moengotapoe.
Hij maakte in 2021 zijn debuut voor Suriname en speelde sindsdien drie interlands.

## Erelijst
- Jamaicaans landskampioen: 2018/19